# Escobar, Argentina
Escobar är en ort och kommun (partido) i Argentina. Den ligger i provinsen Buenos Aires, i den centrala delen av landet, cirka 50 km nordväst om huvudstaden Buenos Aires. Folkmängden uppgick till cirka 210 000 invånare vid folkräkningen 2010.

## Geografi
Terrängen i Escobar är mycket platt. Trakten runt Escobar består till största delen av jordbruksmark. Runt Escobar är det tätbefolkat, med 709 invånare per kvadratkilometer. Escobar har i praktiken vuxit samman med Buenos Aires storstadsområde, men ingår inte i storstadsområdets formella definition.